# 斯托里城 (艾奥瓦州)
斯托里城（英語：Story City）是一個位於美國愛荷華州斯托里縣的城市。

## 地理
斯托里城的座標為42°11′11″N 93°35′31″W / 42.18639°N 93.59194°W，而該地的平均海拔高度為305米（即1001英尺）。

## 人口
根據2010年美國人口普查的數據，斯托里城的面積為7.25平方千米，當中陸地面積為7.25平方千米，而水域面積為0.00平方千米。當地共有人口3431人，而人口密度為每平方千米473人。